# I Didn’t Mean to Turn You On
I Didn’t Mean to Turn You On (englisch für „Ich wollte dich nicht anmachen“) ist ein Lied der US-amerikanischen R&B-Sängerin Cherrelle. Das Stück ist die erste Singleauskopplung aus ihrem Debütalbum Fragile.

## Entstehung und Artwork
Arrangiert, geschrieben, produziert und programmiert wurde das Lied vom US-amerikanischen Künstlerduo James Harris III und Terry Lewis, bekannt als Jimmy Jam und Terry Lewis. Als ausführender Produzent fungierte George Murphy. Das Mastering erfolgte durch Allen Zentz Mastering in San Clemente (Kalifornien, USA), unter der Leitung von Brian Gardner. Abgemischt wurde das Lied von Taavi Mote, im Auftrag von Larrabee Sound. Aufgenommen wurde I Didn’t Mean to Turn You On durch Judy Clapp, Steve Hodge und Steve Weise. Diese entstanden im Creation Audio in Minneapolis (Minnesota, USA), den Larrabee Sound Studios in Los Angeles (Kalifornien, USA) sowie ebenfalls den Studio Masters in Los Angeles. Alle Tonmeister waren zudem auch als Ingenieure tätig, wobei sie hierbei Unterstützung durch Michael Evans erhielten. Für die Instrumentation zeichneten zuständig: David Eiland (Saxophon und Tuba), James Harris III (Akustikpiano, Perkussion und Synthesizer), Terry Lewis (Bass, Keyboard, Perkussion und Synthesizer) und Monte Moir (Perkussion und Synthesizer).
Auf dem Frontcover einer europäischen Singleausgabe ist – neben Liedtitel und Interpretenangabe – Cherrelle zu sehen. Sie sitzt dabei in einer Rundschlinge, die an einem Turmkran befestigt ist. Unter ihr sind Ladefässer zu sehen, im Hintergrund ein Hafen. Es handelt sich dabei um das gleiche Artwork wie zum Album Fragile. Die Fotografie stammt von Aaron Rapoport.

## Veröffentlichung und Promotion
Die Erstveröffentlichung von I Didn’t Mean to Turn You On erfolgte als Single am 18. April 1984 in den Vereinigten Staaten. Diese erschien als 7"-Single durch Tabu Records, einem Sublabel der Demon Music Group. Verlegt und vertrieben wurde die Single durch CBS Records. Weltweit erschienen drei verschiedene Singleausführungen, die sich durch die Anzahl und Auswahl der B-Seiten unterscheiden. So erschien eine Variante mit einer Instrumentalversion von I Didn’t Mean to Turn You On als B-Seite, eine mit der B-Seite I Need You Now sowie eine 12"-Single mit I Need You Now und der Instrumentalversion als B-Seiten. In Europa erschien darüber hinaus eine 7"-Single mit einem „Special Remix“ als A-Seite und der Instrumentalversion als B-Seite. Im September 1984 erschien das Lied als Teil von Cherrelles Debütalbum Fragile, dessen erste Singleauskopplung es ist. I Didn’t Mean to Turn You On wurde auch als B-Seite der im Folgejahr erschienenen Singles Saturday Love und You Look Good to Me veröffentlicht.
2015 war I Didn’t Mean to Turn You On Teil des Soundtracks zu Straight Outta Compton, einer Filmbiografie der US-amerikanischen Hip-Hop-Crew N.W.A.

## Inhalt
Der Liedtext zu I Didn’t Mean to Turn You On ist in englischer Sprache verfasst, der Titel bedeutet ins Deutsche übersetzt so viel wie „Ich wollte dich nicht anmachen“. Geschrieben und komponiert wurde das Stück gemeinsam von James Harris III und Terry Lewis. Musikalisch bewegt sich das Lied in den Bereichen des Funk und der Rockmusik, stilistisch im Bereich des Minneapolis Sound. Das Tempo beträgt 120 Schläge pro Minute. Die Tonart ist A-Dur.
Aufgebaut ist das Lied, in seiner Albumversion, auf vier Strophen und einem Refrain. Es beginnt zunächst mit dem Ausruf „Whoo!“, der als eine Art Intro dient, ehe die erste Strophe einsetzt, die als Achtzeiler geschrieben wurde. Auf diese folgt erstmals der Refrain. Der gleiche Aufbau wiederholt sich mit der zweiten Strophe. Auf den zweiten Refrain folgt die dritte Strophe, die diesmal als Fünfzeiler geschrieben wurde. Nach dem dritten Refrain setzt erneut der Refrain ein, der aber abgeändert wurde und nur noch aus der sich mehrfach wiederholenden Zeile „I didn’t mean to turn you on“ besteht. Die vierte Strophe wird im Vergleich zu den ersten drei Strophen in einer erweiterten Fassung dargeboten. Danach endet das Lied mit dem Refrain, der ähnlich gestaltet ist, wie der dritte. Neben dem Hauptgesang von Cherrelle sind im Hintergrund die Stimmen von James Harris III, Terry Lewis, Monte Moir, Lucia Newell und Gwendolyn Traylor zu hören.
| „You read me wrong. I wasn’t trying to lead you on. Not like you did. I didn’t mean to turn you on. You read me wrong (You read me wrong). I wasn’t trying to lead you on. I want a friend. I didn’t mean to turn you on. Oh, I didn’t mean to turn you on.“ – Refrain, Originalauszug | „Du hast mich falsch verstanden. Ich habe nicht versucht, dich zu verführen. Nicht wie du es getan hast. Ich wollte dich nicht anmachen. Du hast mich falsch verstanden (Du hast mich falsch verstanden). Ich habe nicht versucht, dich zu verführen. Ich möchte einen Freund. Ich wollte dich nicht anmachen. Oh, ich wollte dich nicht anmachen.“ – Refrain, Übersetzung |

## Musikvideo
Das schwarz-weiße Musikvideo zu I Didn’t Mean to Turn You On feierte seine Premiere im Jahr 1984. Es zeigt Cherrelle, die träumt, dass sie von King Kong entführt wird. Es beginnt zunächst damit, dass sie im Bett liegt und von einem Geräusch geweckt wird. Sie schaut aus dem Fenster, doch sieht dort nichts. Sie begibt sich danach an ihren Schminktisch und schreibt einen Brief, während sie dabei an King Kong denkt. Zwischendurch sieht man immer wieder im Wechsel Szenen aus ihren Gedanken mit King Kong, Charrelle beim Tanzen auf dem Dach eines Hochhauses sowie King Kong, der ebenfalls das Hochhaus erklimmt, um dort zu tanzen. Nachdem King Kong mit dem Breakdancen fertig ist, taucht er vor dem Fenster von Charrelle auf und entführt sie aus ihrem Zimmer. Die Szene schließt ab, indem er sie auf der Hand hält. Sie liegt dabei auf der Seite und streichelt King Kongs Handfläche. Das Video endet damit, das Charrelle aus ihrem Traum erwacht und ein Comicheft von King Kong neben sich liegen hat. Die Gesamtlänge des Videos beträgt 3:29 Minuten. Regie führte Bill Parker. Bis März 2023 zählte das Musikvideo über 2,8 Millionen Aufrufe bei YouTube.

## Mitwirkende
Liedproduktion
- Judy Clapp: Tonmeister
- David Eiland: Saxophon, Tuba
- Michael Evans: Toningenieur
- Brian Gardner: Mastering
- James Harris III: Akustikpiano, Arrangement, Begleitgesang, Komponist, Liedtexter, Musikproduzent, Perkussion, Programmierung, Synthesizer
- Steve Hodge: Tonmeister
- Terry Lewis: Arrangement, Bass, Begleitgesang, Keyboard, Komponist, Liedtexter, Musikproduzent, Perkussion, Programmierung, Synthesizer
- Monte Moir: Begleitgesang, Perkussion, Synthesizer
- George Murphy: Ausführender Produzent
- Lucia Newell: Begleitgesang
- Cheryl Anne Norton (Cherrelle): Gesang
- Gwendolyn Traylor: Begleitgesang
- Steve Weise: Tonmeister

| Unternehmen - Allen Zentz Mastering: Tonstudio - CBS Records: Verlag, Vertrieb - Creation Audio: Tonstudio - Larrabee Sound Studios: Tonstudio - Studio Masters: Tonstudio - Tabu Records: Musiklabel | Visualisierung - Aaron Rapoport: Fotograf (Cover) |

## Rezeption

### Rezensionen
Elias Leight und Maura Johnston vom Rolling Stone sind der Meinung, dass das Lied eine Frechheit besitze, die stark an die zurückhaltenderen Flirts von Prince erinnern würden. Die spitzen Synthesizer würden einen auch direkt auch an Princes fünftes Studioalbum 1999 erinnern („But the 1984 debut single by Cherrelle has a sauciness about it that’s extremely reminiscent of Prince’s more demure flirtations – and the spiky synths bring 1999 straight to mind“).

### Charts und Chartplatzierungen
I Didn’t Mean to Turn You On stieg erstmals am 7. Juli 1984 in die US-amerikanischen Billboard Hot 100 ein und konnte sich bis zur Chartwoche vom 1. September 1984 neun Wochen in den Hot 100 platzieren. Seine beste Chartnotierung erreichte die Single mit Rang 79. In den US-amerikanischen Dance Club Songs erreichte das Lied mit Rang sechs seine beste Platzierung. I Didn’t Mean to Turn You On avancierte zum ersten von zwei Charthits für Cherrelle in den Hot 100. Im Jahr 1988 konnte sie sich nochmals mit Never Knew Love Like This, einer gemeinsamen Single mit Alexander O’Neal, in den Charts platzieren (Rang: 28; Wochen 14)
| ChartsChartplatzierungen       | Höchstplatzierung | Wochen |
| ------------------------------ | ----------------- | ------ |
| Vereinigte Staaten (Billboard) | 79 (9 Wo.)        | 9      |

## Coverversionen und Samples (Auswahl)

### Coverversion von Robert Palmer

#### Entstehung und Artwork
Im Jahr 1985 veröffentlichte der britische Popmusiker Robert Palmer eine Coverversion zu I Didn’t Mean to Turn You On. Hierbei wurde an der Komposition und dem Text nichts geändert, sodass James Harris III und Terry Lewis die einzigen Urheber sind. Musikalisch orientiert sich seine Version eher im Bereich des Pop-Rocks. Produziert wurde diese Version vom US-amerikanischen Musikproduzenten Bernard Edwards, wobei die Nachproduktion durch Robert Palmer und Eric R. Thorngren erfolgte. Thorngren zeichnete darüber hinaus für die Abmischung verantwortlich. Diese erfolgte in verschiedenen Tonstudios in New York City (New York, USA), darunter: die Electric Lady Studios, The Hit Factory, Power Station, Right Track Recording und die Sigma Sound Studios. Das Mastering tätigte Sterling Sound in Edgewater (New Jersey, USA), unter der Leitung von Jack Skinner. Aufgenommen wurde I Didn’t Mean to Turn You On in den Compass Point Studios auf den Bahamas (Nassau), als Toningenieur fungierte Jason Corsaro. Für die Instrumentation zeichneten zuständig Wally Badarou (Keyboard), Bernard Edwards (Bass), Eddie Martinez (Gitarre), Jeff Nova (Keyboard), Lenny Pickett (Horn), Tony Thompson (Schlagzeug) und Jack Waldman (Keyboard).
Das Frontcover der regulären Single zeigt vier Tänzerinnen, die hintereinander in einer Reihe stehen. Sie tragen weiße Kleider, lange schwarze Satinhandschuhe und eine schwarze Schleife auf dem Kopf. Auf der Rückseite des Covers findet sich ein Porträt von Palmer wieder, das vom italienischen Designer Giuseppe Pino geschossen wurde. Das Coverartwork entstammt von Island Art. Während man auf dem Originalcover die Tänzerinnen hüftaufwärts sieht, zeigt ein alternatives Coverartwork die Tänzerinnen von Kopf bis Fuß. Das Cover eine CD-Version zeigt eine Frau mit einer Gitarre in der Hand, neben einem Porträt von Palmer.

#### Veröffentlichung
Das Lied erschien zunächst als Teil von Palmers achten Studioalbums Riptide am 18. November 1985. Ebenfalls im Jahr 1985 erschienen verschiedene Promo-Tonträger zu I Didn’t Mean to Turn You On. Am 7. Juli 1986 erschien das Lied schließlich erstmals als fünfte und letzte Singleauskopplung des Albums. Diese erschien als 7"-Single durch das Musiklabel Island Records, wurde durch EMI Music vertrieben sowie durch Bungalow Music, CBS Songs und Island Music verlegt. Als B-Seite beinhaltet die herkömmliche Singleversion das Lied Get It Through Your Heart. Im Jahr 1986 erschienen, unter anderem in Deutschland und den Vereinigten Staaten, eine 12"-Single mit dem Titel I Didn’t Mean to Turn You On (Extended Dance Mix). Diese besteht aus drei Remixversionen des Liedes sowie dem Titel Addicted to Love, einer vorherigen Singleauskopplung. Die Remixe entstammen vom US-amerikanischen DJ Bruce Forest. Im Vereinigten Königreich erschien neben den Schallplattenversionen auch eine CD-Variante. Diese erschien als Maxi-Single mit fünf Titeln. Als B-Seiten verfügt diese über die Titel Addicted to Love, Get It Through Your Heart, You Are in My System und Johnny and Mary.
Das Lied war zudem unter anderem auch Teil der Best-of-Alben The Very Best of Robert Palmer (1995), At His Very Best (2002), Essential (2014) und Collected (2016). Eine Liveversion erschien auf dem Album Live at Apollo New York aus dem Jahr 2001.

#### Musikvideo
Das Musikvideo zu I Didn’t Mean to Turn You On feierte im Juli 1986 seine Premiere. Es zeigt Palmer im schwarzen Anzug, der von einer weiblichen Begleitband und Tänzerinnen begleitet wird. Die Begleitband trägt schwarze Kleider, während die Tänzerinnen weiß gekleidet sind. Die Gesamtlänge des Videos beträgt 3:38 Minuten. Regie führte erneut, wie schon unter anderem bei Riptide (1985) und Addicted to Love (1986), der britische Fotograf Terence Donovan. Bis März 2023 zählte das Musikvideo über neun Millionen Aufrufe bei YouTube.

#### Charts und Chartplatzierungen
I Didn’t Mean to Turn You On stieg erstmals am 13. Juli 1986 auf Rang 30 der britischen Singlecharts ein. Seine beste Platzierung gelang dem Lied drei Wochen später mit Rang neun am 27. Juli 1986. Die Single platzierte sich neun Wochen am Stück in den Charts, zwei davon in den Top 10. Die letzte Platzierung gelang am 7. September 1986. Die Single avancierte für Palmer als Interpreten zum elften Charthit in den britischen Charts. Es ist nach Addicted to Love (1986) sein zweiter Top-10-Hit. In den US-amerikanischen Billboard Hot 100 stieg das Lied am 16. August 1986 auf Rang 79 ein. Seine beste Platzierung erreichte es am 8. November 1986 mit Rang zwei. Die Single musste sich dabei lediglich Amanda von Boston geschlagen geben. Bis zum 10. Januar 1987 platzierte sich die Single 22 Wochen in den Hot 100, fünf davon in den Top 10. Es avancierte zum neunten Charthit für Palmer als Interpret in den Vereinigten Staaten. Auch hier ist es nach Addicted to Love sein zweiter Top-10-Hit. Keine Single von ihm konnte sich länger in den Hot 100 platzieren (Addicted to Love ebenfalls 22 Wochen). 1986 belegte das Lied Rang 46 der US-amerikanischen Single-Jahrescharts.
| ChartsChartplatzierungen       | Höchstplatzierung | Wochen |
| ------------------------------ | ----------------- | ------ |
| Vereinigtes Königreich (OCC)   | 9 (9 Wo.)         | 9      |
| Vereinigte Staaten (Billboard) | 2 (22 Wo.)        | 22     |

| ChartsJahrescharts (1986)      | Platzierung |
| ------------------------------ | ----------- |
| Vereinigte Staaten (Billboard) | 46          |

### Coverversion von RE-201 feat. Mika Bajinski & Peter Heppner
Im Jahr 2022 veröffentlichte das Hamburger Produzententeam RE-201 diverse Cover- und Remixversionen zu I Didn’t Mean to Turn You On. Bei RE-201 handelt es sich um ein Musikprojekt, das im November 2021, mit einer Neuauflage zu Queens Another One Bites the Dust seine erste Veröffentlichung präsentierte. Diese geht aus einem Zusammenschluss des Hamburger Musiker- und Produzentenkreises um das Musiklabel Echo Beach hervor, dessen Labelbetreiber Nicolai Beverungen der Initiator des Projektes ist. Hinter dem Projekt verbergen sich Achim Färber, Ingo Krauss, Max Loderbauer, der in Berlin lebende kanadische Scott Monteith (Deadbeat) und Georg Zeitblom. Der Name „RE-201“ ist eine Hommage an RE-201 Space Echo, ein analoger Echo-Effekt des Herstellers Roland.
Am 2. Dezember 2022 veröffentlichte das Musikprojekt, als Hommage an Robert Palmer, ein Remix- beziehungsweise Tributealbum mit dem Titel Palmer in Dub (Drug Chug Dub’s). Dieses setzt sich aus 15 von Palmer aufgenommenen Titeln zusammen, davon drei verschiedene Versionen zu I Didn’t Mean to Turn You On. Zwei dieser Versionen nahm RE-201 zusammen mit der Berliner Gitarristin und Sängerin Mika Bajinski und dem Hamburger Synthiepop-Sänger Peter Heppner auf. Eine weitere Version nahm das Projekt nur mit Bajinski auf. Die Remixe hierzu entstammen von Candy Bomber, Deadbeat und Dr. Markuse. Musikalisch bewegen sich die Lieder in verschiedenen Stilen der elektronischen Popmusik. Das Album wurde durch das Musiklabel Echo Beach veröffentlicht. Die verschiedenen Versionen zu I Didn’t Mean to Turn You On wurden durch die Kobalt Music Group und Universal Music Publishing verlegt. Für die Produktionen zeichnete Deadbeat verantwortlich.
Bereits am 12. November 2020 verfasste Heppner einen Instagram-Beitrag, in dem er berichtete, am Gesang für ein Robert-Palmer-Tribute zu arbeiten.
Ein Rezensent von irieites.de – einem Online-Magazin für Dancehall, Dub, Reggae und Ska – ist der Meinung, das die Dubs des Albums das Tempo der Palmer-Vorlagen deutlich heraus nehmen würden. Deadbeat sei aber auch bekannt für „Reduktion“ und „Slow Motion“. Immer dann, wenn viel Raum entstehe und die Originale wenig bis gar nicht hervorscheinen würden, werde es „interessant“ – so unter anderem bei I Didn’t Mean to Turn You On, bei dem die Jungs von Rhythm & Sound als Verwandte herbeizitiert werden könnten.

### Weitere Verwendungen
| Samples - 1990: Salt ’n’ Pepa – Do You Want Me (Album: Blacks’ Magic) - 1998: Queen Latifah – Turn You On (Album: Order in the Court) - 2002: Snoop Dogg feat. Ginuwine – Wasn’t Your Fault (Album: Paid tha Cost to Be da Bo$$) - 2010: Todd Terje – Didn’t Mean to Turn You on (Todd Terje Edit) (Album: Rekutts, Vol. 1) - 2013: Blood Orange feat. Samantha Urbani – On the Line (Album: Cupid Deluxe) | Coverversionen - 1987: Frankie Paul – Didn’t Mean to Turn You On (Album: Sara) - 2001: Mariah Carey – Didn’t Mean to Turn You On (Album: Glitter) |